# ボブ・ホープ (小惑星)
ボブ・ホープ (2829 Bobhope) は小惑星帯に位置する小惑星。南アフリカの天文学者、アーネスト・ジョンソンがヨハネスブルグのユニオン天文台で発見した。
英国生まれのアメリカのコメディアン、ボブ・ホープから命名された。